# 大西洋胸棘鯛
大西洋胸棘鯛是胸棘鯛屬的一種，分布於全球各大洋熱帶至溫帶海域，棲息深度180-1809公尺，體長可達75公分，棲息在大陸坡、海脊等深水域，屬肉食性，以魚類、甲殼類、片腳類等為食，可做為食用魚。
大西洋胸棘鯛的大規模商業捕撈始於1970年代：過往由於其外型不討好，過往沒有人願意吃；但現時由於過度捕撈，其數量已迅速下降。現在新西蘭是這種魚的主要產地，現在絕大多數大西洋胸棘鯛都是在此捕撈的。

## 擴展閱讀
維基物種上的相關：大西洋胸棘鯛